# Iglesia del Sagrado Corazón de Jesús (Ermesinde)

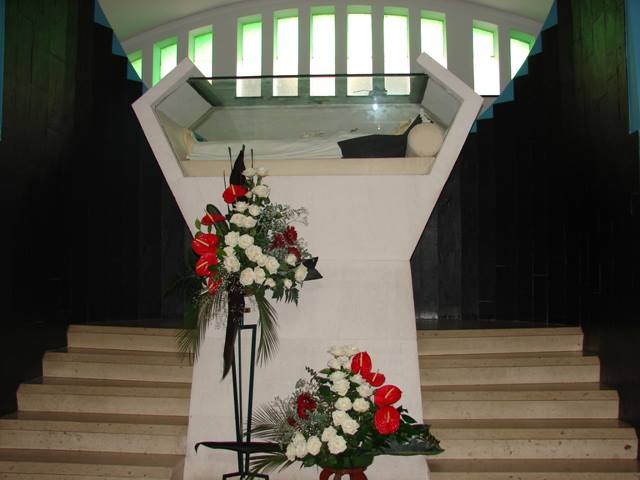
La tumba-relicario con el cuerpo incorrupto de la Beata Sor María del Divino Corazón.

La Iglesia del Sagrado Corazón de Jesús (también conocida como Iglesia del Buen Pastor o Santuario del Sagrado Corazón de Jesús) es un santuario católico dedicado al culto del Sagrado Corazón de Jesús y que se encuentra en la ciudad de Ermesinde, municipio de Valongo, perteneciente al distrito de Oporto, región Norte de Portugal.
Esta imponente iglesia-santuario fue construida entre el 14 de julio de 1957 y 21 de abril de 1966, y consagrada al Corazón de Cristo en cumplimiento de un voto de Sor María del Divino Corazón, condesa Droste zu Vischering, una personalidad de la vida religiosa muy conocida por haber influenciado el Papa León XIII a realizar la consagración de todo el mundo al Sagrado Corazón de Jesús. Más tarde, en 1964, esta misma religiosa de la Congregación de Nuestra Señora de la Caridad del Buen Pastor y Madre superiora del Convento del Buen Pastor de Oporto, fue proclamada Venerable por la Iglesia católica y más tarde fue beatificada el 1 de noviembre de 1975 por el papa Pablo VI.
De acuerdo con los escritos de Sor María del Divino Corazón Droste zu Vischering, Jesús le hizo una promesa en relación con esta iglesia:

Hace mucho tiempo, como ustedes lo saben, que es mi deseo construir sobre el terreno del Buen Pastor una Iglesia. Indecisa acerca de la invocación de la misma, oré y consulté mucha gente pero sin llegar a ninguna conclusión. El primer viernes de este mes, yo pedí al Señor alguna luz sobre este tema. Después de la Santa Comunión, Él me dijo:
— Yo quiero que la Iglesia sea consagrada a Mi Corazón. Debes erigir aquí un lugar de reparación; por Mi parte, será un lugar de gracias. Distribuiré copiosamente gracias a todos los habitantes de esta casa [el Convento], a los que en ella viven, a los que en ella viverán y incluso a las personas de sus relaciones.
 Después Él me dijo que quería esta Iglesia, sobre todo, como un lugar de reparación por los sacrilegios y para obtener gracias para el clero.
 Sor María del Divino Corazón Droste zu Vischering

Esta iglesia se ha convertido, por medio de esa prodigiosa promesa, en un importante lugar de peregrinación por parte de los cristianos que tratan de profundizar su devoción al Sagrado Corazón de Jesús a través de la vida y obra de Sor María del Divino Corazón. Existe dentro de esto santuario la tumba-relicario con el cuerpo incorrupto de la Beata.